# 武耶 (马恩省)
武耶（法語：Vouillers，法語發音：[vuje]）是法国马恩省的一个市镇，属于维特里勒弗朗索瓦区。

## 地理
武耶（48°40'53"N, 4°50'3"E）面积8.28 平方千米，位于法国大東部大區马恩省，该省份为法国东北部内陆省份，北起阿登省，西北接埃纳省，西南接塞纳-马恩省，南至奥布省，东南接上马恩省，东临默兹省。
与武耶接壤的市镇（或旧市镇、城区）包括：佩尔特、圣厄利安、圣弗兰。

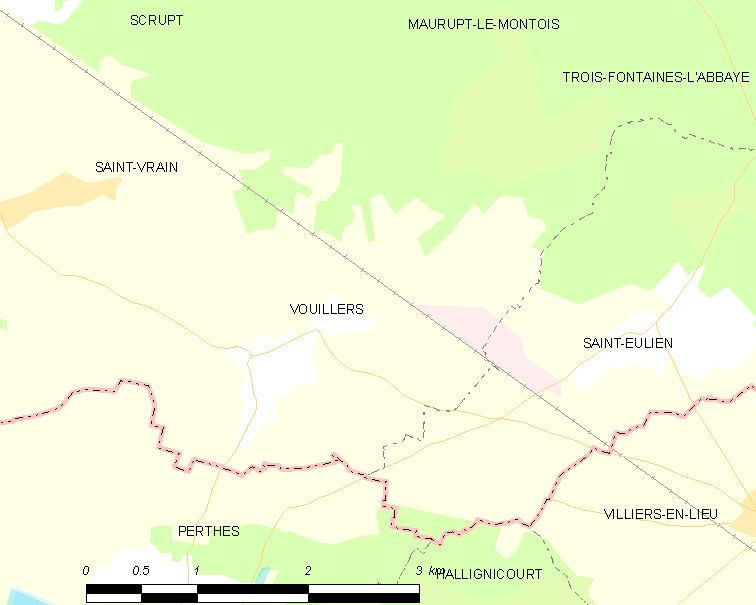
的OSM定位图

武耶的时区为UTC+01:00、UTC+02:00（夏令时）。

## 行政
武耶的邮政编码为51340，INSEE市镇编码为51654。

## 政治
武耶所属的省级选区为塞迈兹莱班县。

## 人口

1962-2008年间人口变化图示

武耶于2022年1月1日时的人口数量为259人。